# Callulops dubius
Callulops dubius é uma espécie de anfíbio da família Microhylidae.
É endémica da Indonésia.
Os seus habitats naturais são: florestas subtropicais ou tropicais húmidas de baixa altitude.